# Andrew Howe
Andrew Howe, född 12 maj 1985 i Los Angeles, Kalifornien, USA är en italiensk friidrottare som tävlar i längdhopp. 
Howes genombrott kom när han 2004 blev världsmästare för juniorer i både längdhopp och 200 meter. Samma år deltog han vid Olympiska sommarspelen i Aten på 200 meter men blev utslagen i kvalet. Samma sak hände vid VM 2005 i Helsingfors. Efter VM har Howe bara tävlat i längdhopp vid större mästerskap.
Hans första mästerskap som längdhoppare var VM inomhus 2006 där han blev bronsmedaljör efter ett hopp på 8,19. Han följde upp det genom att vinna guld vid EM i Göteborg samma år, segerhoppet mätte 8,20.
Under 2007 blev han guldmedaljör vid EM inomhus efter att ha hoppat 8,30. Utomhus slutade han tvåa vid VM i Osaka efter att ha noterat ett nytt personligt rekord 8,47, emellertid var det 10 centimeter från Irving Saladinos segerhopp.
Han deltog även vid Olympiska sommarspelen 2008 men blev där utslagen redan i kvalet. 